# Essayeur
Un essayeur est un officier de la Monnaie qui fait l'essai et reconnaît le titre des métaux que l'on veut employer, ou qui ont été fabriqués. Les essayeurs de matériaux examinent les matériaux et pièces à usiner et peuvent en modifier les propriétés par des procédés technologiques. Les essayeurs de matériaux disposent des connaissances de base du travail des métaux. Leurs connaissances précises des étapes antérieures de la production et de l'usinage leur permettent d'analyser les causes des défauts détectés et d'obtenir ainsi des indications sur les possibilités de supprimer les sources de ces défauts.

## Essayeurs et graveurs célèbres de monnaie
Augustin Dupré
John Flanagan
William Wyon
Benedetto Pistrucci
Oscar Roty
George T. Morgan
Jean-Pierre Droz
Gilroy Roberts